# Euvola
Euvola is een geslacht van tweekleppigen uit de familie van de Pectinidae (mantelschelpen).

## Soorten
- Euvola amusoides (Macsotay & Campos, 2001)
- Euvola chazaliei (Dautzenberg, 1900)
- Euvola galapagensis (Grau, 1959)
- Euvola hancocki (Grau, 1959)
- Euvola laurenti (Gmelin, 1791)
- Euvola marensis (Weisbord, 1964)
- Euvola marshallae Petuch & R. F. Myers, 2014
- Euvola perula (Olsson, 1961)
- Euvola raveneli (Dall, 1898)
- Euvola turtoni (Smith, 1890)
- Euvola vogdesi (Arnold, 1906)
- Euvola ziczac (Linnaeus, 1758)